# Temporada 1860-1861 del Liceu
La temporada 1860-1861 del Liceu va veure cantar per primer cop un cor de dones a l'òpera alemanya, però interpretada en italià, Martha de Friedrich von Flotow.
El 9 d'abril de 1861, un dels llums del taller de sastreria al quart pis va quedar mal apagat a la tarda i al cap d'una estona es va propagar per tot el teatre, esdevenint el primer incendi del Liceu. La darrera òpera que s'hi va representar just abans de l'incendi va ser Poliuto de Donizetti. Tot i que només en va quedar la carcassa de pedra, es va reconstruir amb una velocitat vertiginosa en menys d'un any.
També fou l'any del tenor Emilio Pancani.
La temporada va comptar amb els següents artistes de la companyia lírica italiana:
- Mestre director musical: Mateu Ferrer
- Director d'orquestra: Marià Obiols
- Sopranos primeres: Elena Kenneth, Carlotta Carozzi Zucchi, Luigia Bendazzi, Giuseppina Medori, Elena Brambilla
- Sopranos segones: Caterina Mas i Porcell, Isolina Porcell
- Mezzosopranos: Gaetana Brambilla, Amalia Uberti,[3] Gabriella Colonna
- Primers tenors: Giovanni Landi, Enrico Barbaccini, Émile Naudin, Ottimio Armandi, Giusppe Villani, Francesco Graziani, Giovanni Garulli
- Baríton: Giovanni Battista Bencich, Giuseppe Carboni, Giorgio Ronconi, Gaetano Aducci, Ottavio Bartolini, Giovanni Giucciardi
- Baix primer: Garcia[4]

Es va estrenar Un ballo in maschera amb set representacions. Hi hagué també tres representacions incompletes, els dies 28 de febrer i 3 i 9 de març, que no computem. Tot i que l'espectacle s'anunciava com “Un
ballo in maschera”, aquests tres dies l'acte IV –l'òpera es representava sempre en quatre actes— se substituí per l'acte IV de Rigoletto, al seu torn també escapçat, ja que s'acabava amb el quartet.
| Temporada 1860-1861 del Liceu |                      |                     |                   | |           |                                                          |
| Òpera                         | Compositor           | Director musical    | Director d'escena | Papers principals | Producció | Dates                                                    |
| Il trovatore                  | Giuseppe Verdi       | Marià Obiols        |                   | Ottavio Bartolini (setembre) / Augusto Fellini (octubre) / Giuseppe Carboni (gener), Luigia Bendazzi-Secchi / Carlotta Carozzi-Zucchi (gener), Amalia Uberti / Gaetana Brambilla (gener), Eutimio Armandi (setembre i octubre) / Giovanni Landi (gener), Antonio García-Rojo, Isolina Porcell, Ignasi Costa, Josep Obiols |           | 8, 9, 11 setembre; 14, 16 octubre; 3, 4, 6, 15, 24 gener |
| Nabucco                       | Giuseppe Verdi       |                     |                   | |           | 15 de setembre                                           |
| I martiri                     | Gaetano Donizetti    | Marià Obiols        |                   | |           | 22 de setembre                                           |
| Macbeth                       | Giuseppe Verdi       |                     |                   | |           | 11 d'octubre                                             |
| La muta di Portici            | Daniel Auber         |                     |                   | |           | 24 d'octubre                                             |
| Stiffelio                     | Giuseppe Verdi       |                     |                   | Giovanni Landi, Carlotta Carozzi Zucchi, Giovanni Battista Bencich, Gaetano Aducci, Garcia, Costa, Caterina Mas-Porcell |           | 24 de novembre                                           |
| La traviata                   | Giuseppe Verdi       | Francesco D'Alessio |                   | Angiolina D'Alberti/Elisa Volpini, Giulio Ugolini/Carlo Bulterini, José Mendioroz |           | 1 de desembre                                            |
| Gemma di Vergy                | Gaetano Donizetti    |                     |                   | |           | 12 de desembre                                           |
| Lucia di Lammermoor           | Gaetano Donizetti    |                     |                   | |           | 22 de desembre22 de desembre                             |
| Maria di Rohan                | Gaetano Donizetti    |                     |                   | |           | 17 de gener                                              |
| Un ballo in maschera          | Giuseppe Verdi       | Marià Obiols        |                   | Emilio Naudin, Giovanni Battista Bencich, Carlotta Carozzi-Zucchi, Gaetana Brambilla, Caterina Mas-Porcell, Giovanni Battista Garulli, Ulisse Ardavani, Josep Obiols, Leopold Jover, Ignasi Costa |           | 31 gener; 2, 3, 14, 19, 24 febrer; 19 març               |
| Lucrezia Borgia               | Gaetano Donizetti    |                     |                   | |           | 6 de febrer                                              |
| Linda di Chamounix            | Gaetano Donizetti    |                     |                   | |           | 16 de febrer                                             |
| Martha                        | Friedrich von Flotow |                     |                   | |           | 5 de març                                                |
| Poliuto                       | Gaetano Donizetti    | Marià Obiols        |                   | Giuseppe Carboni, Ignasi Costa, Giovanni Landi, Carlotta Carozzi-Zucchi, Antonio García-Rojo, Giovanni Battista Garulli, Leopold Jover |           | 14 de març                                               |
| Norma                         | Vincenzo Bellini     | Marià Obiols        |                   | Giuseppe Villani, Alessandro Lanzoni, Giuseppina Medori, Gabriella Colonna, Isolina Porcell, Giovanni Battista Garulli |           | 31 de març                                               |
| Rigoletto                     | Giuseppe Verdi       | Marià Obiols        |                   | Giovanni Guicciardi, Elvira Brambilla, Ludovico Graziani, Alessandro Lanzoni, Annetta Cassaloni, Josefina Vidal, Ulisse Ardavani, Josep Obiols |           | 5, 7 d'abril                                             |